# Samtidshistoria
Samtidshistoria (även samtidsstudier) eller nutidshistoria är en del av modern tid inom historievetenskapen, vanligtvis från andra världskrigets slut till nutiden. Termen "nutidshistoria" har varit i bruk åtminstone vid början av 1800-talet. Den bredaste betydelsen av samtidshistoria är den delen av historien som fortfarande finns i mannaminnet. Baserat på människans livslängd skulle nutidshistoria i sin vidaste mening sträcka över en period på cirka 80 år. Samtidshistoria fokuserar dock särskilt på de historiska händelser som är av betydelse för nutiden, och på historiska händelser som är ihågkomna av ett större antal levande människor. Under 2010-talet vill samtidshistoria särskilt fokusera på perioden från kommunismens fall 1989 och fram till nutiden.
Samtidshistoria som akademisk disciplin har en vetenskaplig hemvist vid bland annat Samtidshistoriska institutet vid Södertörns högskola.